# Aveiras de Cima
Aveiras de Cima ist eine Gemeinde (Freguesia) im portugiesischen Kreis Azambuja. In ihr leben 4669 Einwohner (Stand 19. April 2021).